# ستورم ثورغيرسون
ستورم ألفين ثورغيرسون ((بالإنجليزية: Storm Elvin Thorgerson)‏) ولد في 28 فبراير 1944. مصمم جرافيك إنجليزي، اشتهر بأعماله لفناني روك مثل بينك فلويد، لد زبلين، بلاك سابث، سكوربينز، بيتر غابرييل.

## حياته
ينحدر ثورغيرسون من أصل نرويجي، ولد في بوتيرز بار، ميدلسكس (تعتبر الآن إدارياً جزء من هارتفوردشير) ذهب لمدرسة سمرهيل ومدرسة برونزويك الابتدائية في كامبريدج وذهب لثانوية كامبردج للبنين مع مؤسسي فرقة بنك فلويد المستقبليين سيد باريت الذي كان أقل منه بعام وروجر واترز الذي كان أكبر منه بعام. لعبا ثورغيرسون ووترز الرجبي معاً في المدرسة، في حين كانت أم ثورغيرسون فانجي وأم ووترز ماري أصدقاء مقربين. درس ثورغيرسون الإنجليزية والفلسفة في جامعة لستر، ونال درجة البكالوريوس في الفنون مع مرتبة الشرف، قبل أن يدرس سينما وتلفزيون في الكلية الملكية للفنون، حيث تخرج مع درجة ماجستير في الفنون.
ثورغيرسون كان صديقاً أيضاً في سن المراهقة لعازف غيتار بينك فلويد ديفيد غيلمور وكان أشبين جيلمور في حفل زواجه ببولي سامسون في عام 1994.

## عمله
في عام 1968 أسس ثورغيرسون مع أوبري باول مجموعة فن الغرافيك هيبنوسيس، حيث تمكنا من تصميم العديد من أغلفة الألبومات وأغلفة الأغاني المفردة الشهيرة، مع بيتر كريستوفرسون الذي انضم إليهما للعمولات اللاحقة. في عام 1984 وبعدما قام كل من ثورغيرسون وباول بحلّ هيبنوسيس، أسسا غرين باك فيلمز لإنتاج الأغاني المصورة.
في مطلع التسعينات افتتح ثورغيرسون بالاشتراك مع بيتر كرزون -ومجموعة واسعة من المستقلينستورم ستيديوز . وشملت التشكيلة روبرت ترومان (مصور فوتوغرافي)، فينلي كوان (مصمم ورسام توضيحي)، دانيال ابوت (مصمم وفنان)، لي بيكر (منقح إبداعي ومصمم) وجيري سويت (مصمم) جنبا إلى جنب مع مساعدي ثورغيرسون الشخصيين: لورا ترومان (مطبوعات) وشارلوت بارنز، ثم في وقت لاحق سيلفيا روغا (مصممة).

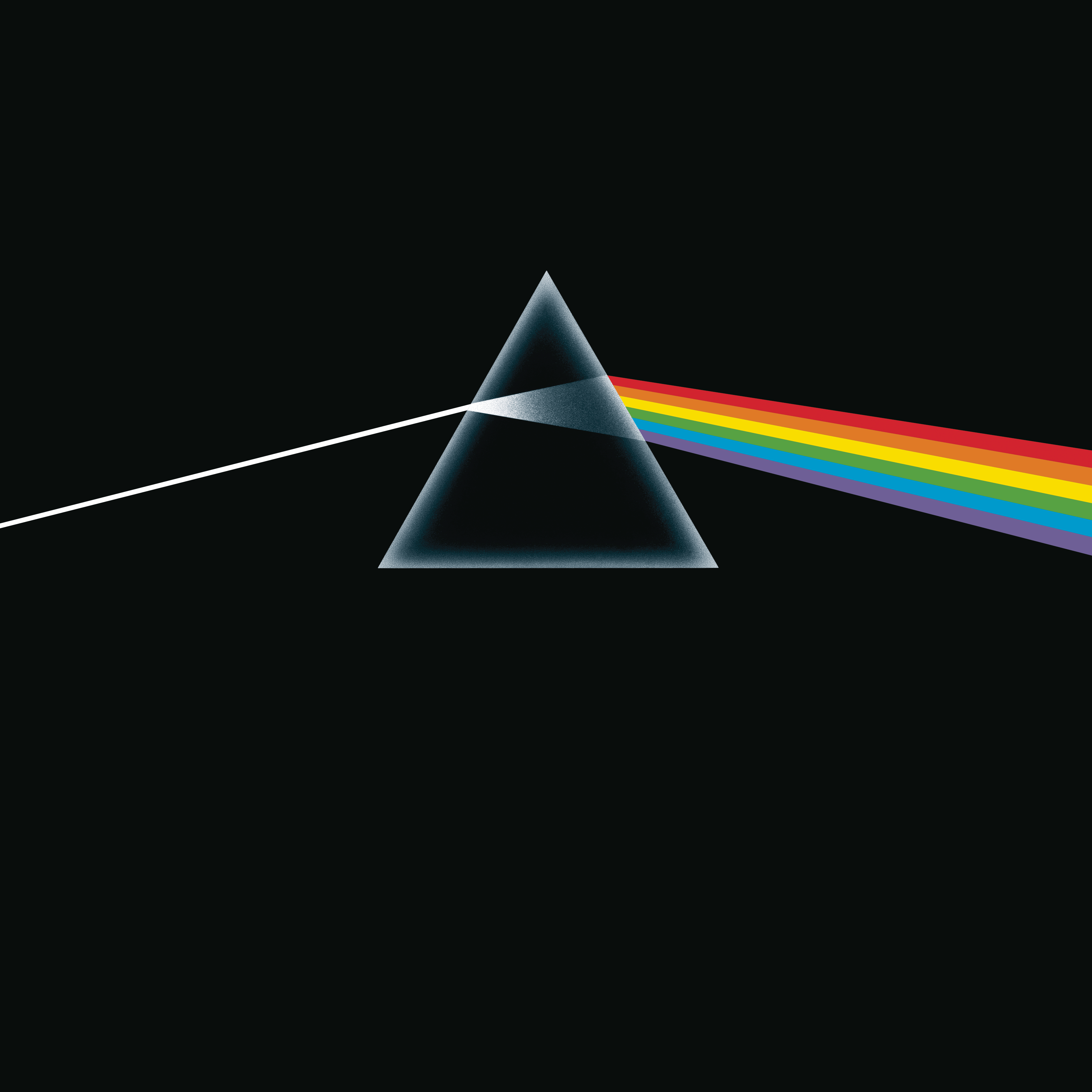
بينك فلويد - غلاف ذا دارك سايد أوف ذا مون

 لعل أشهر تصاميم ثورغيرسون هي تلك التي صممها لبينك فلويد. حيث يعرف غلاف ألبوم ذا دارك سايد أوف ذا مون الذي صممه ثورغيرسون بأنه واحد من أعظم أغلفة الألبومات على الإطلاق. صممه ثورغيرسون وهيبنوسيس، العمل الفني للألبوم كان من تصميم جورج هاردي،

## روابط خارجية
- ستورم ثورغيرسون على موقع IMDb (الإنجليزية)
- ستورم ثورغيرسون على موقع الموسوعة البريطانية (الإنجليزية)
- ستورم ثورغيرسون على موقع ميوزك برينز (الإنجليزية)
- ستورم ثورغيرسون على موقع أول ميوزيك (الإنجليزية)
- ستورم ثورغيرسون على موقع ديسكوغز (الإنجليزية)
- ستورم ثورغيرسون على موقع قاعدة بيانات الفيلم (الإنجليزية)